# 롤랑 라마
롤랑 콩데 라마(프랑스어: Roland Conde Lamah, 1987년 12월 31일 ~ )는 벨기에의 축구 선수이다. 포지션은 윙어이다.